# Magdeburger Platz (Berlin)
Der Magdeburger Platz ist eine öffentliche Grünfläche im Berliner Bezirk Mitte. Der Platz liegt am Südrand des Ortsteils Tiergarten und ist eingerahmt von den Häuserzeilen der Genthiner, Lützow- und Kluckstraße.
Der heute rund 100 Meter lange und 30 Meter breite Platz stammt aus dem Jahr 1872 und wurde als Platz A der Abteilung V im Berliner Bebauungsplan angelegt. Seit dem 23. Juli 1874 trägt er den Namen der damaligen preußischen Provinz- und heutigen  sachsen-anhaltischen Landeshauptstadt Magdeburg. Bis zum 5. Juni 1935 führte auch die angrenzende Kluckstraße als Magdeburger Straße den Namen der Mächtigen Burg.

## Geschichte, MarkthalleV

### Baugeschichte und Halle
Der Magdeburger Platz war in den Konzepten des Architekten Hermann Blankenstein als Standort für eine der 14 Berliner Markthallen vorgesehen, die der Berliner Magistrat zwischen 1886 und 1892 aus hygienischen Gründen und zur Optimierung der Lebensmittelversorgung in der schnell wachsenden Stadt errichten ließ.

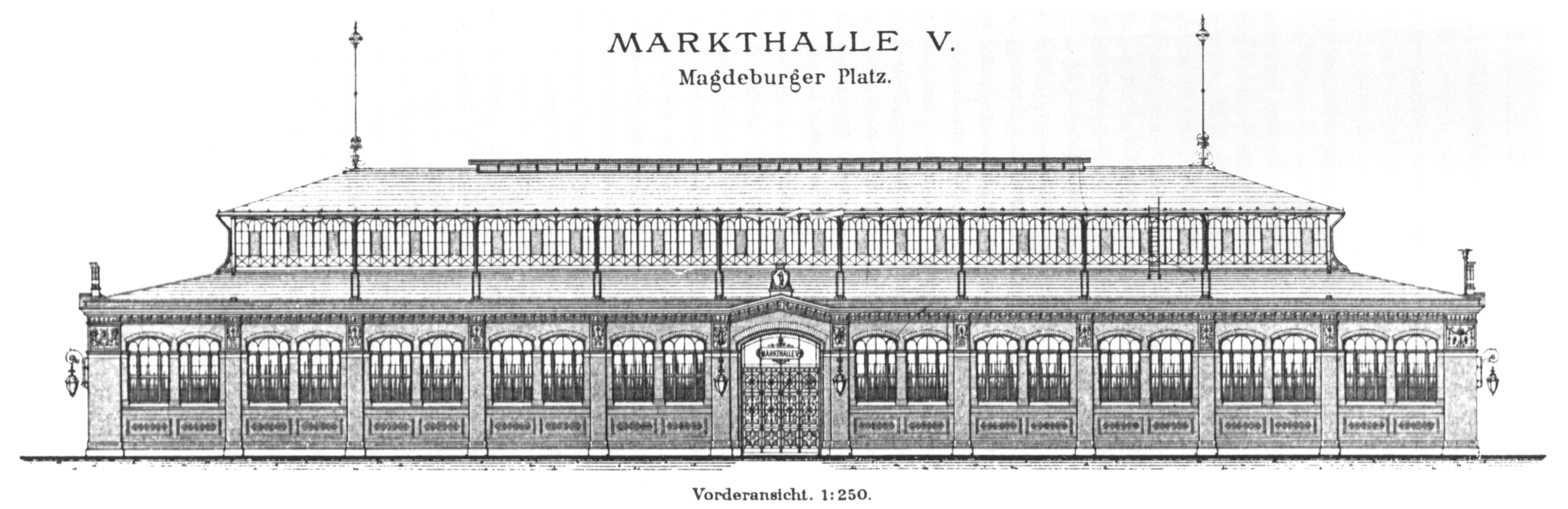
Längsfassade der Markthalle V

Da sich die Anwohner mit Einsprachen gegen die Bebauung des Platzes wehrten, begannen die Bauarbeiten entgegen den Ursprungsplanungen erst am 3. April 1888. Die Markthalle wurde als freistehender Bau mitten auf dem Platz errichtet und bedeckte ungefähr ein Fünftel der Platzfläche. Sie bekam die Bezeichnung Markthalle V. Nach einer sehr kurzen Bauzeit begann der Betrieb der Halle bereits am 21. November des gleichen Jahres 1888. Die Halle bedeckte ein Rechteck von 68,54 Meter Länge und 28,54 Meter Breite. Vier Eingänge führten auf der Mitte jeder Seite in die Markthalle, die von einem zwei Meter breiten Bürgersteig und einer 6,5 Meter breiten Fahrstraße umgeben war.
Die Proteste der Anwohner hatten die Stadt gezwungen, die Grundfläche der Markthalle auf das Nötigste zu beschränken. Da der Magistrat auf wertvolle Standfläche nicht verzichten wollte, reduzierten die Bauherren die Räumlichkeiten für die Verwaltung der Markthalle, den Marktaufseher und die Marktpolizei sowie die Aborte auf ein Minimum und errichteten anstelle eines Speiserestaurants wie bei den anderen Markthallen nur eine Kaffeeküche.
Die Markthalle V, ein wegen der freistehenden Lage besonders sorgfältig gestaltetes Beispiel Berliner Markthallenarchitektur, wurde im Zweiten Weltkrieg zerstört und nicht wieder aufgebaut. Heute finden sich keinerlei Reste des Baus. Die gesamte Fläche dient wieder als Grünanlage.

### Kapitalistisches Symbol bei Benjamin
Am Magdeburger Platz 4 kam am 15. Juli 1892 der Philosoph und Literaturkritiker Walter Benjamin zur Welt, der in seinen Erzählungen aus dem Berlin der 1920er Jahre der Markthalle einen mitbestimmenden Einfluss auf seine politische Sozialisation zuschreibt. Die Markthalle wird in seinen Bildern der Berliner Kindheit zum früh erfahrenen Symbol eines naturhaften Kapitalismus. Bernd Witte, dessen Habilitationsschrift Benjamins Literaturkritik zum Gegenstand hatte, schreibt dazu:

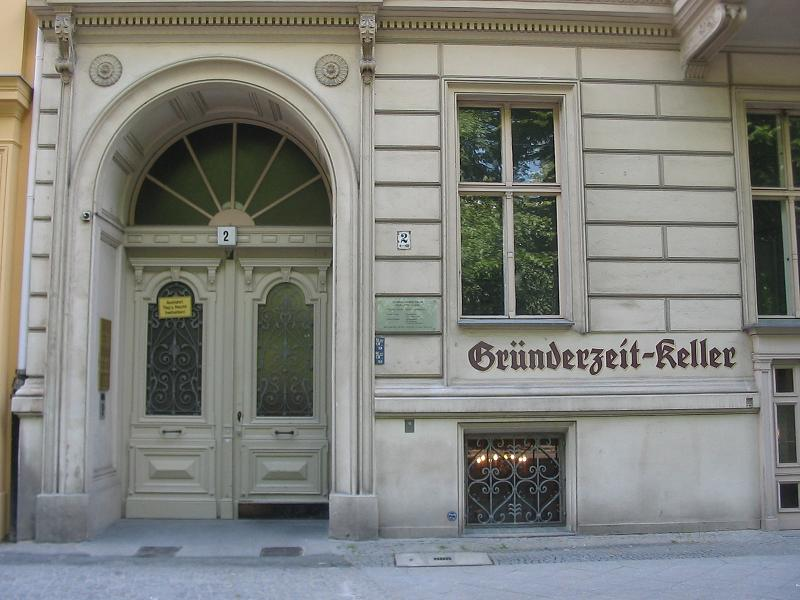
Haus am Magdeburger Platz 2

„Berlin als Hauptstadt des als Kultreligion verstandenen Kapitalismus, dieses Motiv ist in der Pariser Fassung der ‚Berliner Kindheit‘ unter der Überschrift ‚Markthalle‘ zum emblematischen Bild ausgearbeitet. [GS VII, 402] Auch dies ein entstellter Name, der ‚Mark – Thalle‘ gelesen, das griechische Wort ‚Thalassa / Meer‘ und damit das feuchte Element anklingen läßt, in dem der als naturhafter Vermehrungsmythos verstandene Kapitalismus zu Hause ist. Unter Anspielung auf Bachofens Abhandlung über das ‚Mutterrecht‘ ist der zentrale Einkaufsort am Magdeburger Platz in jene ‚urgeschichtliche‘ Sumpfwelt zurückverwandelt, in der Marktfrauen als Priesterinnen der käuflichen Ceres, Marktweiber aller Feld- und Baumfrüchte, aller eßbaren Vögel, Fische und Säuger, Kupplerinnen, unantastbare strickwollenen‘ Kolosse erscheinen. Unübersehbar in diesen mythischen Anrufungen die Anspielungen auf die Zustände des Hetärismus, der – und das macht das kritische Moment dieses Textes aus – im Herzen der Warengesellschaft selbst angesiedelt ist. Sie ist in der Optik des Kindes – bezeichnenderweise wird es hier die ‚Brut‘ genannt – nichts anderes als der ins Wahnwitzige gesteigerte natürliche Vermehrungsdrang, der allen Lebewesen innewohnt: ‚Brodelte, quoll und schwoll es nicht unterm Saum ihrer Röcke, war nicht dies der wahrhaft fruchtbare Boden? Warf nicht in ihrem Schoß ein Marktgott selber die Ware?‘ Eine Erfahrung, die tiefer geht als die des Durchschnittsbürgers, die des Kindes nämlich, deckt die mythischen Strukturen auf, die gerade die avancierteste, auf den Gesetzen des freien Marktes aufgebaute und mit den neuesten Kommunikationstechniken vernetzte Form der Gesellschaft bestimmen.“

## Der Magdeburger Platz im 21.Jahrhundert

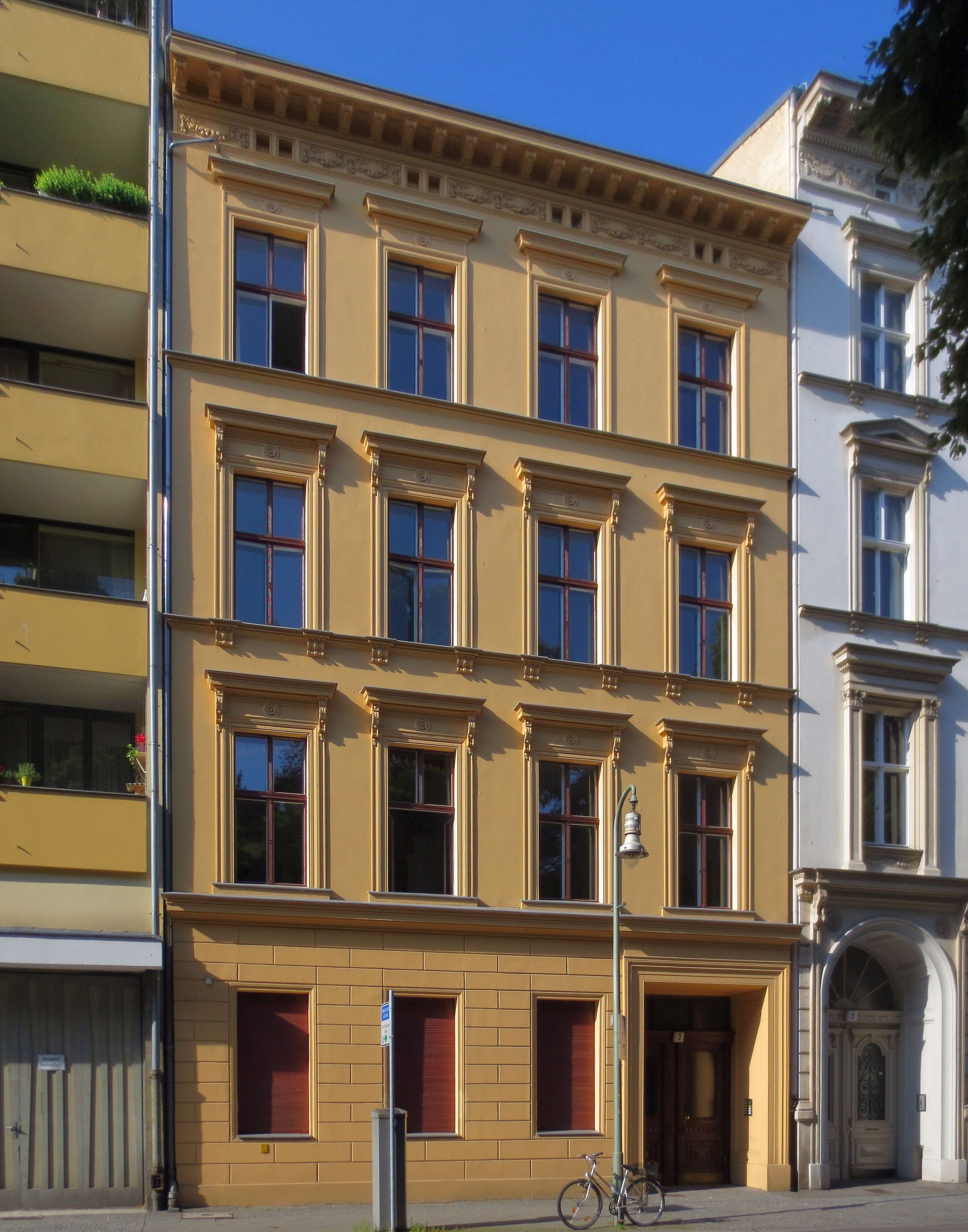
Mietshaus Magdeburger Platz 3

Der Platz ist als parkartige Grünfläche gestaltet, Flächen mit altem Baumbestand wechseln mit grünen Rasenstreifen ab. In der Mitte, am Platz der historischen Markthalle, befindet sich ein Kinderspielplatz. Unter den umgebenden Häusern sticht die Gründerzeitarchitektur des Mietshauses Magdeburger Platz 3 besonders heraus, das der Architekt J. C. Forkert in den Jahren 1873/1874 errichtet hat und das unter Denkmalschutz steht. In dem Gebäudekomplex Magdeburger Platz 1 Ecke Genthiner Straße sind das Arbeitsgericht Berlin und das Landesarbeitsgericht Berlin-Brandenburg untergebracht.
Bedingt durch die unmittelbare Nachbarschaft zum Problemviertel Potsdamer/Genthiner Straße trägt eines der Berliner Quartiersmanagements den Namen Magdeburger Platz. Es liegt nicht direkt am Platz, sondern in der Pohlstraße.
Im September 2015 wurde der gesamte Magdeburger Platz wegen massiver Verschmutzung durch Prostitution und Drogengebrauch gesperrt. Nach fast einem Jahr Sperrung wurde der Platz wieder freigegeben und ist seither nur nachts gesperrt.